# Округ Злате Моравце
Округ Злате Моравце (слч. Okres Zlaté Moravce) округ је у Њитранском крају, у Словачкој Републици. Административно средиште округа је град Злате Моравце.

## Географија
Налази се у сјевероисточном дијелу Њитранског краја.
Граничи:
- на сјеверу је Округ Топољчани и Тренчински крај,
- источно Банскобистрички крај,
- западно Округ Њитра,
- јужно Округ Љевице.

Клима је умјерено континентална.

## Становништво
| Година:    | 1994.  | 2004.   | 2014.   | 2024.   |
| ---------- | ------ | ------- | ------- | ------- |
| Број људи: | 43 913 | 43 109  | 41 127  | 40 722  |
| Разлика:   |        | -1,83 % | -4,59 % | -0,98 % |

| Година:    | 2023.  | 2024.   |
| ---------- | ------ | ------- |
| Број људи: | 40 765 | 40 722  |
| Разлика:   |        | -0,10 % |

Према подацима о броју становника из 2011. године округ је имао 41.358 становника. Словаци чине 95,19% становништва.
| Етнички састав (2011)‍ | Етнички састав (2011)‍ | Етнички састав (2011)‍ | Етнички састав (2011)‍ | Етнички састав (2011)‍ |
| --------------------- | --------------------- | --------------------- | --------------------- | --------------------- |
|                       |                       |                       |                       |                       |
| Словаци               | Словаци               |                       | 0                     | 95,19%                |
| Мађари                | Мађари                |                       | 0                     | 0,95%                 |
| Чеси                  | Чеси                  |                       | 0                     | 0,40%                 |
| остали, непознато     | остали, непознато     |                       | 0                     | 3,46%                 |

## Насеља
У округу се налази један град и 32 насељена мјеста.